# 南宝线客渡
南宝线客渡，又称南门—宝杨高速客渡，是一条位于长江上的轮渡航线。

## 名字由来
该轮渡采取以始发地首位以及目的地首位的方式命名，该轮渡的航线首尾两端分别是南门码头（位于上海市崇明区城桥镇），一端是宝杨码头（位于上海市宝山区吴淞街道）。
南门码头，顾名思义，是在城桥镇南门的码头。而宝杨码头，又称宝杨路码头，是位于宝杨路上的码头。

## 航线时刻
南门开：6:30-17:00每隔半小时一班，其中11:30、12:30无航班
宝杨开：6:30-17:00每隔半小时一班，其中11:30、12:30无航班

## 公共交通

### 宝杨码头
- 116路 开往曲阳新村
- 160路 开往凉城路丰镇路
- 51路 开往人民广场（武胜路）
- 728路 开往共和新路长江西路
- 吴淞滨江线 开往同济路水产路
- 宝山29路 开往宝菊路菊联路

### 南门码头
南门码头分为三个部分，一个是南门汽车站，一个是西门汽车站，一个是南门水陆换乘中心。
- 南东专线 方向前卫村
- 南同专线 方向花博园P1停车场
- 南同专线区间 方向进场路（二号门）
- 南堡专线 方向堡镇汽车站
- 南堡二线 方向堡镇汽车站
- 南建专线 方向新建水闸
- 南新专线 方向新海农场
- 南江专线 方向长江农场
- 南海二线 方向海桥镇
- 南海线 方向新海农场
- 南牛线 方向明珠湖
- 南牛线区间 方向绿华镇
- 南红专线 方向新洲不锈钢厂（招呼站）
- 南裕专线 方向裕安镇
- 南裕专线区间 方向陈家镇（长江大桥）
- 南跃线 方向跃进农场
- 长南线定班 方向长兴岛汽车站
- 南风线 方向建垦村
- 城桥1路 方向海岛星城
- 城桥2路 方向寿安寺
- 城桥3路 方向海天路乔松路
- 城桥4路 方向西门汽车站
- 城桥5路 方向港东公路